# Maicon Pereira Roque
Maicon Pereira Roque oder auch Maicon (* 14. September 1988 in São Paulo, Brasilien) ist ein brasilianischer Fußballspieler, der aktuell beim CR Vasco da Gama unter Vertrag steht.

## Karriere
Maicon begann seine Karriere 2007 in der ersten brasilianischen Liga beim Cruzeiro Belo Horizonte und wurde eine Spielzeit später zum Zweitligaverein Associação Desportiva Cabofriense ausgeliehen. Wiederum eine Saison später wechselte er nach Europa zum portugiesischen Verein Nacional Funchal, mit dem er die Qualifikation für die Europa League erreichte. Durch seine konstanten Leistungen aufmerksam geworden, verpflichtete 2009 der FC Porto Maicon für eine Ablöse von 2,20 Millionen Euro. Auch hier überzeugte er mit seinen Leistungen und gehört zur Stammelf. Im Frühjahr 2016 wurde Maicon zum FC São Paulo ausgeliehen und später für 12,00 Millionen Euro verpflichtet. Er kam 35 mal zum Einsatz und erzielte 2 Tore.
Am 30. Juni 2017 wechselte Maicon zum türkischen Traditionsverein Galatasaray Istanbul. Mit dem Ende der Saison 2017/18 wurde Maicon mit Galatasaray türkischer Meister, er kam zu 30 Ligaspielen und erzielte dabei fünf Tore. Am 23. August 2018 einigten sich Maicon, Galatasaray und Al-Hilal auf ein Leihgeschäft. Jedoch reichte der saudi-arabische Verein die nötigen Unterlagen zu spät ein, wodurch der Transfer nicht zustande kam.
Am 4. Februar 2019 wechselte Maicon auf Leihbasis nach Saudi-Arabien zu al-Nasr FC. Al-Nasr zahlte eine Leihgebühr in Höhe von 1,7 Millionen Euro, sein Leihvertrag lief bis zum Ende der Saison 2019/20. Anfang August 2020 verpflichtete al-Nasr FC ihn für eine Ablöse von 1,43 Millionen Euro.
Im November 2021 kehrte Maicon in seine Heimat zurück, wo er erneut bei Cruzeiro unterzeichnete. Der Kontrakt erhielt eine Laufzeit über drei Jahre unter der Voraussetzung des Aufstiegs in die Série A. Nach dem Eigentümerwechsel an Ronaldo beendete Maicon im März 2022 seinen Vertrag vorzeitig. Der neue Vorstand wollte seinen Vertrag unter den ausgehandelten Konditionen nicht fortsetzen. Maicon erklärte sich zu einer Gehaltsanpassung bereit. Nachdem sich die Verhandlungen aus Sicht des Spielers aber zu sehr in die Länge zogen, kündigte er. Bis dahin hatte er drei Spiele in der Staatsmeisterschaft von Minas Gerais bestritten. Noch am selben Tag gab der FC Santos die Verpflichtung Maicons bekannt. Sein Kontakt erhielt eine Laufzeit über zwei Jahre. Letztendlich blieb Maicon bis Juni 2023 bei Santos.
Am 28. Juni gab der CR Vasco da Gama aus Rio de Janeiro offiziell seine Verpflichtung bekannt. Der Kontrakt erhielt eine Laufzeit bis zum Ende der Série A 2023 Anfang Dezember des Jahres und dann um ein Jahr verlängert.

## Erfolge
FC Porto
- UEFA Europa League: 2010/11
- Portugiesische Meisterschaft: 2010/11, 2011/12, 2012/13
- Portugiesischer Fußballpokal: 2009/10, 2010/11
- Portugiesischer Fußball-Supercup: 2010, 2011, 2012

Galatasaray
- Türkischer Meister: 2017/18

al-Nasr FC
- Saudischer Meister: 2018/19
- Saudi-arabischer Fußball-Supercup: 2019